# Лайнес, Сесар
Сесар Лайнес Санхуан (исп. César Láinez Sanjuán, 10 апреля 1977 года, Сарагоса) — испанский футболист и тренер.

## Карьера
Воспитанник «Сарагосы». С 1994 по 1998 год выступал за резервную команду клуба. В 1999 году полгода провёл в аренде в «Вильярреале», сыграв за клуб три матча в чемпионате, завершившемся для клуба вылетом из Примеры.
В сезоне 2001/02 закрепился в основном составе команды, которая заняла последнее в лиге. На следующий год вместе с командой вернулся в высший дивизион. В сезоне 2003/04 стал обладателем Кубка Испании.
В 2004 году получил травму колена, из-за которой и завершил карьеру игрока в мае 2005 года.
Работал спортивным комментатором. В октябре 2014 года был назначен на пост главного тренера «Сарагосы» B.
19 марта 2017 сменил Рауля Агне на посту тренера главной команды. 9 июня того же года оставил должность и вернулся на работу в резервную команду, подписав трёхлетний контракт.

## Достижения
Сарагоса:
- Обладатель Кубка Испании: 2000/01, 2003/04